# Greg Sherman
Greg Sherman, né le 30 mars 1970 à Scranton en Pennsylvanie, est l'ancien directeur général de l'Avalanche du Colorado. Il a été en poste de juin 2009 à septembre 2014.